# Шанбалли

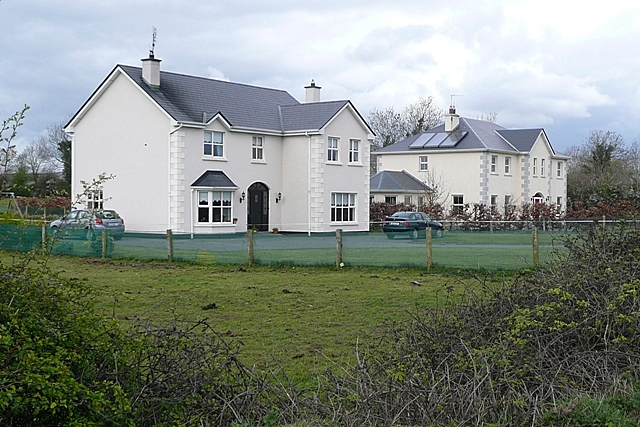
Окраина д. Шанбалли

Шанбалли (англ. Shanbally; ирл. An Seanbhaile, «старый городок») — деревня в Ирландии, находится в графстве Корк (провинция Манстер) у трассы N28 неподалёку от Рингаскидди и Карригалина.